# Michael Brandon (Schauspieler)
Michael Brandon (* 20. April 1945 in Brooklyn, New York) ist ein US-amerikanischer Schauspieler. Bekannt wurde er unter anderem durch die Rolle des amerikanischen Lt. James Dempsey in der britischen Fernsehserie Dempsey & Makepeace.

## Leben
Brandons Familie zog aus New York City nach Valley Stream auf Long Island, als er neun Jahre alt war. Er brach frühzeitig das College ab, besuchte aber Schreibkurse neben seiner Arbeit. 1965 bewarb er sich an der American Academy of Dramatic Arts und wurde aufgenommen, obwohl er nicht einmal Erfahrungen aus einem Schultheater aufweisen konnte. 1967 schloss er dort die Schauspielausbildung ab und begann noch im selben Jahr seine Karriere mit einer Theaterinszenierung von: Der Regenmacher. 1969 bekam er eine Rolle in dem Musical Does a Tiger Wear a Necktie? und spielte hierbei mit Al Pacino zusammen. Daneben konnte er in der Serie Medical Center eine Nebenrolle in einer Episode spielen.
Im Jahr 1970 zog er nach Los Angeles und bekam in der Filmkomödie Liebhaber und andere Fremde mit der Rolle des Mike Vecchjio eine der Hauptrollen. Nachdem die Dreharbeiten beendet waren, begab er sich nach Venedig, wo er 1971 bei Jennifer on My Mind die Rolle des Marcus verkörperte. Er drehte dort Vier Fliegen auf grauem Samt unter Dario Argento. Nach einem Aufenthalt von fast einem Jahr in Italien kehrte er über London in die Vereinigten Staaten zurück. Dort begann Brandon 1971 seine eigentliche Fernsehkarriere mit der Rolle des Frank Pescadero in Das ungeduldige Herz unter der Regie von John Badham. Ab 1972 spielte er in Los Angeles in einer Vielzahl von Fernsehproduktionen, unter anderem Hitchhike, dem Sezessionskriegs-Drama The Red Badge of Courage und dem TV-Musical Die Ballkönigin.
Im Jahr 1975 lernte Michael Brandon Lindsay Wagner kennen, mit der er von 1976 bis 1979 verheiratet war. In diesen Jahren trat er in James Dean, The Comedy Company, FM und A Vacation in Hell auf. Er trat 1980 in dem Spielfilm Jahreszeiten einer Ehe unter der Regie von Richard Lang auf. Eine Liebesszene in der Fernsehproduktion Reich und berühmt mit Jacqueline Bisset wurde vom Magazin Rolling Stone als eine der zehn sexiesten Szenen der Filmgeschichte bewertet.
Er zog 1983 nach London und begann dort, die Krimiserie Dempsey & Makepeace (1984–1987, drei Staffeln) zu drehen, bei der er nicht nur die männliche Hauptrolle des James Dempsey spielte, sondern auch mit William Brayne Regie führte. Die weibliche Hauptrolle Harriet „Harry“ Makepeace wird von der aus Durban (Südafrika) stammenden britischen Schauspielerin Glynis Barber verkörpert.
Er drehte dann 1988 Die unglaublichen Geschichten von Roald Dahl ebenfalls für ITV und ging wieder zurück nach Los Angeles. Hier spielte er unter anderem die männliche Hauptrolle Jeff Robins in der Disney-Familienkomödie Rock ’n’ Roll Mam. Ebenfalls noch 1988 wurde er zu Dreharbeiten für Dennis Potters’ Visitors der BBC nach Italien eingeladen.
1989 zurück in Los Angeles führte er bei einer Folge der Horror-Serie Monsters die Regie. In dem Pilotfilm Divided We Stand von Aaron Spelling verkörperte er die Rolle des Bryan Gibbs, danach nahm er das Angebot eines französischen Produzenten und Regisseurs für vier TV-Filme in Frankreich an und mietete ein Haus in Südfrankreich an der Côte d’Azur. In Frankreich spielte er dann in den TV-Produktionen Trau keinem Schurken, Der Nizza-Coup, Mörderische Rache und Ein Mann weiß zuviel jeweils die Hauptrolle des Tom Lepski. Ebenfalls 1990 verkörperte er in dem britischen TV-Thriller Die Zeit läuft ab die Hauptrolle des Robert Halliday, dafür begab er sich wieder nach London.
Seit dem 18. November 1990 ist er mit Glynis Barber verheiratet, die er bei den Dreharbeiten zu Dempsey & Makepeace kennenlernte. Im Jahr 1991 zogen beide nach Los Angeles, im Jahr darauf wurde ihr gemeinsamer Sohn Alexander geboren. In dem zweiteiligen Abschlussfilm der Serie Denver-Clan, Dynasty: The Reunion, spielte er 1991 die Rolle des Arlen Marshall. Es folgten erneut Auftritte in Fernsehserien und unterschiedlichen Fernsehfilmen. Im Jahr 1996 trat er noch in der Filmkomödie: The Disappearance of Kevin Johnson als Jeff Littman auf und zog dann mit seiner Familie wieder nach London. In dem Fernsehfilm: The Apocalypse Watch trat er erneut gemeinsam mit seiner Frau Glynis Barber als amerikanisches Botschafter-Ehepaar auf. In dem Film Déjà vu von 1997 spielte er die Rolle des Ehemannes Alex. Er trat weiter als Gaststar in einzelnen Folgen von Fernsehserien auf. In dem Thriller Bei Berührung Tod von 2000 spielte er die Rolle des Wyles.
Im Jahr 2000 begann er mit Stefanie Powers in dem Theaterstück: The Adjustment zu spielen. Drei Jahre später übernahm er die Rolle des Jerry Springer in dem Musical Jerry Springer – The Opera. Daneben trat und tritt er – ebenso wie seine Frau – noch in unterschiedlichsten Fernsehrollen auf.

## Filmografie (Auswahl)
- 1970: Liebhaber und andere Fremde (Lovers and Other Strangers)
- 1971: Vier Fliegen auf grauem Samt (4 mosche di velluto grigio)
- 1975: Polizeiarzt Simon Lark (Police Surgeon, Fernsehserie, 1 Folge)
- 1979: Wenn das Schicksal es will (Promises in the Dark)
- 1980: Jahreszeiten einer Ehe (A Change of Seasons)
- 1985–1986: Dempsey & Makepeace (Fernsehserie, 30 Folgen)
- 1988: Die unglaublichen Geschichten von Roald Dahl (Tales of the Unexpected, Fernsehserie)
- 1988: Disney-Land: Rock ’n’ Roll Mam (Disneyland: Rock ’n’ Roll Mum, Fernsehreihe)
- 1989: Trau keinem Schurken (Try this One for Size)
- 1991: Denver – Die Entscheidung (Dynasty: The Reunion)
- 1994: Hilflos ausgeliefert (Murder or Memory: A Moment of Truth Movie)
- 1994: Mord ist ihr Hobby (Murder, She Wrote, Fernsehserie)
- 1997: Die Nanny (The Nanny, Fernsehserie)
- 1997: JAG – Im Auftrag der Ehre (JAG, Fernsehserie)
- 1998: Practice – Die Anwälte (The Practice, Fernsehserie)
- 1998: Ally McBeal
- 1999: Die Profis – Die nächste Generation (CI5: The New Professionals, Fernsehserie, 1 Folge)
- 2002–2003: Dinotopia (Fernsehserie)
- 2004: Hawking – Die Suche nach dem Anfang der Zeit (Hawking, Fernsehfilm)
- 2004–2012: Thomas & seine Freunde (Thomas & Friends, Fernsehserie, als Erzähler)
- 2006: Agatha Christie’s Marple (Fernsehserie, 1 Folge)
- 2007, 2022: Casualty (Fernsehserie, 2 Folgen)
- 2008: Bones – Die Knochenjägerin (Bones, Fernsehserie, 1 Folge)
- 2008: Doctor Who
- 2009: New Tricks – Die Krimispezialisten (New Tricks, Fernsehserie, 1 Folge)
- 2011: Captain America: The First Avenger
- 2013: Mr Selfridge (Fernsehserie, 1 Folge)
- 2013: Death in Paradise (Fernsehserie, 1 Folge)
- 2014: Born of War
- 2022: Renegades
- 2024: Canary Black

## Auszeichnungen
Im Jahr 2004 wurde er für den Laurence Olivier Award als bester Schauspieler in einem Musical für seine Darstellung in Jerry Springer – The Opera beim Royal National Theatre nominiert.